# 葉玉匡美
葉玉 匡美（はだま まさみ、男性、1965年7月28日 - ）は、日本の弁護士。TMI総合法律事務所パートナー。元検察官（いわゆるヤメ検）。元司法試験予備校講師。

## 来歴・人物
福岡県久留米市出身。久留米大学附設高等学校を卒業後、東京大学文科一類に進学。東大在学中は劇団で活動。本村健太郎は中高大を通してのサークルなどでの後輩。在学中の1988年、司法試験合格。その直後から、司法試験受験予備校・東京リーガルマインドで専任講師を務め、自身が2年半の学習で試験に合格したノウハウを伝授し、多くの成果を上げた。任官のため約2年で退任。司法研修所を経て1993年に検事任官。
その後、熊本地方検察庁検事、法務省民事局付検事を歴任する。
2005年に成立（2006年5月に施行）した会社法の起草に携わった実務担当者の一人という立場でありながら、自ら会社法の解説に関するブログ『会社法であそぼ。』を立ち上げたり、会社法に関する著書（共著）を出版するなど、精力的な活動を続けている。
なお、法務省民事局から東京地方検察庁特捜部に異動することに伴い、2006年9月30日、ブログ『会社法であそぼ。』からの引退宣言を行い、ブログの執筆活動は、匿名の「有志」（「サミー」と仮称。）により行われることとなった。しかし、2007年3月末日付で検事を退官し、4月からTMI総合法律事務所に弁護士として勤務を開始すると共に、本人名義によるブログの執筆活動を再開した。

## 略歴
- 1984年3月　久留米大学附設高等学校卒業
- 1984年4月　東京大学文科一類入学
- 1989年3月　東京大学法学部卒業
- 1989年4月　LEC東京リーガルマインド講師
- 1991年4月-1993年3月 司法修習（45期）
- 1993年4月　検事任官
- 2001年4月　法務省民事局付検事（会社法・社債等振替法立案担当）
- 2006年10月　東京地方検察庁特別捜査部検事
- 2007年4月　退官、弁護士登録（第一東京弁護士会）、TMI総合法律事務所入所
- 2008年4月　上智大学法科大学院教授（実務家教員）
- 2022年4月　東京大学大学院法学政治学研究科教授（客員教授）

## 著書
- 「有価証券のペーパレス化と奪取罪」『河上和雄先生古稀祝賀論文集』（青林書院、2003年11月）
- 会社法立案担当者の会『新・会社法100問』（ダイヤモンド社、第2版、2006年／初版、2005年）（編・共著）
- （相澤哲、郡谷大輔と共編）『論点解説　新・会社法 千問の道標』（商事法務、2006年）
- （郡谷大輔と共編著）『会社法マスター115講座』（ロータス21、第3版、2009年／初版、2007年4月）
- （仁科秀隆と共著）『株券電子化ガイドブック 実務編』（商事法務、2009年）

## 論文
- 「議決権制限株式を利用した買収防衛策」旬刊商事法務1742号28頁
- 「財源規制違反行為の効力」旬刊商事法務1772号33頁
- 「代表取締役の就任・退任」旬刊商事法務1778号4頁
- 「株券の電子化に向けた実務対応(上)(中)(下)」旬刊商事法務1822号、1823号、1824号
- 「株主のための買収防衛策 株主意思確認プラン(上)(下)」旬刊商事法務1833号、1834号

## 受賞歴
- 2007年12月 日本経済新聞「2007年に活躍した弁護士ランキング」企業法務部門 3位
- 2008年12月 日本経済新聞「2008年に活躍した弁護士ランキング」企業法務部門 1位
- 2009年12月 日本経済新聞「2009年に活躍した弁護士ランキング」企業法務部門 1位
- 2010年12月 日経ビジネス「ビジネス弁護士ランキング2010」3位
- 2011年11月 日経ビジネス「ビジネス弁護士ランキング2011」2位

## 関連URL
- TMI総合法律事務所のプロフィール
- TMI総合法律事務所の葉玉匡美のプロフィール
- TMI総合法律事務所の葉玉匡美のプロフィール（PDF）
- 会社法であそぼ。(yahoo) - ウェイバックマシン（2005年11月25日アーカイブ分）
- 会社法であそぼ。(livedoor)
- 会社法であそぼ。(cocolog)（2006年10月から2007年3月までは、サミー名義による「有志」により運営を継続していた）
- 葉玉匡美 (MHADAMA) on Twitter